# ピュンピュン
ピュンピュン(1990年 - 2001年)は、1990年代にテレビドラマ、映画に出演した犬のタレント。『家なき子』に、主人公すず(演:安達祐実)の相棒リュウとして出演し、有名になった。東京都町田市にあった池田動物プロダクション所属。

## 概要
1990年に東京都内で生まれたメスの柴犬。好物は、さきいかとスルメ。
1994年に『家なき子』に出演。ドラマが高視聴率を獲得し、実質的な準主演としてドラマの顔となったことにより、一躍有名になった。一連の『家なき子』のシリーズで、94年4月の第1話から劇場版を経て95年7月の「2」最終話まで登場したのは、ピュンピュンだけであった。
『家なき子』の放送終了後に子犬を出産(その中の一匹が2001年4月1日放送の日本テレビ『フードファイト～香港死闘篇』で、安達祐実と共演)。
1996年の『3年B組金八先生』第4シリーズ第12話に出演し、武田鉄矢やジャニーズJr榎本雄太と共演。また、同年の『銀狼怪奇ファイル』に出演し、『家なき子(劇場版)』と『家なき子2』で共演した堂本光一と再び共演した。
2001年に都内で死亡。11歳没。

## 出演

### テレビ
- 土曜グランド劇場 (日本テレビ)
  - 家なき子（1994年4月16日 - 7月2日）- リュウ 役
    - 家なき子2（1995年4月15日 - 7月8日）

  - 銀狼怪奇ファイル 〜2つの頭脳を持つ少年〜 （1996年1月13日 - 3月16日) - 小早川家の飼い犬 役
- 3年B組金八先生 第4シリーズ 第12話(1996年1月11日、TBS) - 桜木伸也の連れ犬 役

### 映画
- 家なき子(劇場版)（1994年12月17日公開、東宝） - リュウ 役

### ゲーム
- テレビシリーズ 家なき子 〜すずの選択〜 - リュウ 役（1995年3月22日発売、バップ、プレイディア用ソフト）